# W. Cary Edwards
William Cary Edwards (* 1944 in Paterson, New Jersey; † 20. Oktober 2010 in Bergen County, New Jersey) war ein US-amerikanischer Rechtsanwalt und Politiker der Republikanischen Partei.

## Biografie
Edwards, der in Fair Lawn aufwuchs, studierte nach dem Schulbesuch Rechtswissenschaft an der Law School der Seton Hall University und war nach Beendigung des Studiums als Rechtsanwalt tätig.
Daneben begann er eine politische Laufbahn für die Republikaner in der Kommunalpolitik und war zunächst Mitglied des Gemeinderates (Borough Council) von Oakland. 1977 wurde er erstmals zum Mitglied in die Generalversammlung von New Jersey (New Jersey General Assembly) gewählt und gehörte dieser nach zwei Wiederwahlen bis 1982 an.
1982 trat er als Abgeordneter zurück, nachdem ihn der neugewählte Gouverneur von New Jersey Thomas Kean ihn zu seinem Chefrechtsberater ernannt hatte. Nach Keans Wiederwahl wurde er 1986 Generalstaatsanwalt (Attorney General) des Bundesstaates.
1989 trat er als Attorney General zurück um selbst für das Amt des Gouverneurs zu kandidieren. Er unterlag allerdings bereits bei der republikanischen Vorwahl (Primary) dem langjährigen Kongressabgeordneten Jim Courter, der wiederum bei den Gouverneurswahlen in den Vereinigten Staaten 1989 dem demokratischen Bewerber James Florio mit 37,2 Prozent zu 61,2 Prozent deutlich unterlag.
Edwards bewarb sich 1993 erneut um die Nominierung seiner Partei für das Amt des Gouverneurs, wurde allerdings bei den Vorwahlen nur Zweiter nach Christine Todd Whitman, die schließlich zur Gouverneurin gewählt wurde.
1995 nahm er seine anwaltliche Tätigkeit wieder auf, gründete die Rechtsanwaltskanzlei Edwards and Caldwell L.L.C. und war dort bis 2008 tätig.
Neben dieser Tätigkeit wurde er 1997 Mitglied der Untersuchungskommission des Staates New Jersey (State Commission of Investigation), die sich als unabhängiges Kontrollorgan mit Verschwendung, Amtsmissbrauch und Korruption in allen öffentlichen Behörden des Bundesstaates befasste. 2004 erfolgte seine Ernennung zum Vorsitzenden der Kommission durch Gouverneur Richard Codey. Während seiner dortigen Amtszeit bewies die Kommission Manipulation und Missmanagement beim staatlichen E-Z Pass Electronic Toll Contract, was dazu führte, dass das Gesetz über den Abschluss von öffentlichen Verträgen der Regierung überarbeitet wurde.